# وایلد اسکار
وایلد اسکار (انگلیسی: Wilde Oscar؛ زاده ۸ آوریل ۱۹۶۷) یک بازیگر پورنوگرافی اهل بریتانیا است.